# قره‌قوزلو
قره‌قوزلو، روستایی از توابع بخش فسندوز شهرستان چهاربرج در استان آذربایجان غربی ایران است. فاصله آن تا ابتدای چهاربرج ۵/۶ کیلومتر میباشد. این روستا از طرف شمال به روستای آغداش، از غرب به روستای فسندوز، از شرق به روستای مرادخانلو و از جنوب به روستای چیلیک و زرینه رود متصل است. 
پیشه و حرفه مردم روستای قره قوزلو
شغل بیشتر ساکنان روستا کشاورزی و دامداری است. زرینه رود (جیغاتی) درمجاورت این روستا به دو شاخه تقسیم می شود که روستا را احاطه نموده و شاخه اصلی جغاتی و شاخه دیگر آن چرچر (نوور) نام دارد. در دهه های قبل سیل طغیان گر جیغاتی روستا و و زمین های زراعی منطقه را تهدید می کرد. باتوجه به تحصیل کرده بودن  اکثر جوانان روستا، جوانان علاوه بر کشاورزی و دامداری به شغل های دیگری نیز مشغول هستند. با وجود اینکه ساکنان روستای قره قوزلو عموماً به شغل کشاورزی و دامداری مشغول هستند. اما در سالیان گذشته به دلیل مسائل و مشکلات مربوط به خشکسالی و کمبود آب دیگر نسل های جوان خیلی تمایلی به کشاورزی ندارند و در مشاغل غیرکشاورزی مشغول هستند.
قره قوزلو در لغت نامه دهخدا
قره قوزلو. [ ق َ رَ قُزْ ] (اِخ ) دهی از دهستان مرحمت آباد بخش میاندوآب شهرستان مراغه واقع در 25 هزارگزی شمال باختری میاندوآب و 21 هزارگزی باختر راه ارابه رو میاندوآب به بناب. موقع جغرافیایی آن جلگه و معتدل مالاریایی است. سکنه ٔ آن 300 تن. آب آن از زرینه رود و چاه و محصول آن غلات، حبوبات، چغندر، پنبه و کرچک. شغل اهالی زراعت گله داری و صنایع دستی زنان جاجیم بافی است .راه مالرو دارد.(از فرهنگ جغرافیایی ایران ج 4)
وضعیت آموزشی روستای قره قوزلو
مردم روستای قره قوزلو به لحاظ تحصیلات یکی از روستاهای دارای سطح تحصیلات بالا می باشند، به گونه ای که بیشتر جوانان این روستا دارای تحصیلات دانشگاهی می باشند. همین موضوع هم باعث شده است که نسل جدید روستای قره قوزلو بتوانند در ارگان های مختلف دولتی و غیردولتی و سایر نهادهای حیاتی کشور مشغول باشند.  
تبار (توره) مردم روستای قره قوزلو
به گفته اهالی و بزرگان روستا وشواهد تاریخی،  اکثر مردم روستا از مهاجرین قفقاز (ایل اتوز ایکی و قره باغی ) می باشند که در دوره های مختلف به علت ناامنی قفقاز و قره باغ به سواحل دریاچه ارومیه کوچ کرده اند. باتوجه به اینکه اکثر آنان صاحب احشام ودامدار بودند این مناطق را مناسب سکونت یافته اند.  
میهن دوستی و ولایت مداری
اهالی این منطقه در غیرت، و شجاعت، همت و تعصب زبانزد می باشند و دردوران جنگ تحمیلی وغائله کردستان در دوره های مختلف، رشادت و شجاعت هایی را از خود نشان داده اند . با جان و دل از این مرز و بوم دفاع کرده ،در را ه دفاع از وطن شهیدانی را تقدیم این مرز و بوم نموده اند.از شهیدان این روستا می توان سردار شهید ودود ابراهیمی فرمانده عملیات سپاه سقزوفرمانده گردان مستقر در سوزی همان سبزی (منطقه شهادت گوگان بوکان پنجم مردادماه 1366) وبسیجی شهید جابر صمدی( منطقه شهادت پیرانشهرچهارده فروردین 1399) را نام برد علاوه بر این ها مجاهدت جوانان این روستا چه در زمان جنگ وچه در زمان پس از جنگ در مناطق عملیاتی و کردستان زبانزد است.  

## جمعیت
این روستا در دهستان مرحمت‌آبادمیانی قرار دارد و براساس سرشماری مرکز آمار ایران در سال ۱۳۸۵، جمعیت آن ۷۰۲ نفر (۱۷۷خانوار) بوده‌است.